# Dholka
Dholka (en guyaratí: ધોળકા ) es una ciudad de la India en el distrito de Ahmedabad, estado de Guyarat.

## Geografía
Se encuentra a una altitud de 26 m s. n. m. a 75 km de la capital estatal, Gandhinagar, en la zona horaria UTC +5:30.

## Demografía
Según estimación 2011 contaba con una población de 56 090 habitantes.